# Gustave Gaujot
Constantin Mametz Gustave Gaujot, né le 17 août 1828 à Estrées-Deniécourt et mort à 29 mai 1913 à Paris, est un médecin militaire et chirurgien français.

## Aperçu biographique
Fils d'un officier de santé, il poursuit sa scolarité à Péronne, Amiens puis au Lycée Henri IV à Paris. Entre 1852 et 1856, il est interne des hôpitaux après avoir suivi les cours de la Faculté de médecine de Paris. Il intègre l'École de médecine militaire de Strasbourg puis l'École de médecine du Val de Grâce en 1858, où il est nommé aide de clinique chirurgicale. 
Il rejoint ensuite l'hôpital de Blida dans le cadre de sa formation en chirurgie. Quittant l'Algérie, il est chirurgien de l'armée d'Italie puis au corps d'occupation des États pontificaux.
Médecin-inspecteur, professeur de clinique chirurgicale d'armée puis directeur du Val de Grâce.

## Œuvres et publications
- Du refoulement uni à l'élévation du bras, considéré comme méthode générale pour la réduction des luxations récentes de l'épaule. Paris, 31 janvier 1856.
- De l'uréthrotomie interne, observations recueillies à la clinique de M. le professeur Sédillot, Paris, V. Rozier, 1860.
- Observations de deux cas de pustule maligne, suivies de quelques considérations sur cette affection, Paris, V. Rozier, 1860.
- Compte-rendu du service de clinique chirurgicale de M. le baron H. Larrey, [Extrait du "Moniteur des hôpitaux", 1857-1859], Strasbourg, impr. de G. Silbermann, 1860.
- Leçons cliniques faites au Val-de-Grâce
- Examen des maladies de l'oreille au point de vue du service militaire, V. Rozier, 1877.

En collaboration
- avec E. Spillmann, Arsenal de la chirurgie contemporaine, [description, mode d'emploi, et appréciation des appareils et instruments en usage pour le diagnostic et le traitement des maladies chirurgicales, l'orthopédie, la prothése, les opérations simples, générales, spéciales et obstétricales], J. B. Bailliere et fils, 1872,

1. Tome I, Texte intégral
2. Tome II, Texte intégral